# Dynamene
Dynamene es un género de crustáceo isópodo intermareal de la familia Sphaeromatidae.

## Especies
- Dynamene angulata Richardson, 1901
- Dynamene benedicti Richardson, 1899
- Dynamene bicolor Rathke, 1837
- Dynamene bidentata Adams, 1800
- Dynamene bifida Torelli, 1930
- Dynamene curalii Holdich & Harrison, 1980
- Dynamene dilatata Richardson, 1899
- Dynamene edwardsi Lucas, 1849
- Dynamene glabra Richardson, 1899
- Dynamene magnitorata Holdich, 1968
- Dynamene ramuscula Baker, 1908
- Dynamene tuberculosa Richardson, 1899
- Dynamene tubicauda Holdich, 1968